# Campionat del món de ciclisme en ruta masculí amateur
El Campionat del món de ciclisme en ruta masculí amateur és una competició ciclista organitzada per la Unió Ciclista Internacional que dona al vencedor el títol de campió del món.
La primera edició es disputà entre el 1921 i el 1995, quan fou substituïda pel Campionat del món sub-23.

## Palmarès
| Prova                                              | Or                                     | Argent                                 | Bronze                                 |
| 1921                                               | Gunnar Sköld                           | Willum Nielsen                         | Charles Davey                          |
| 1922                                               | David Marsh                            | William Burkill                        | Charles Davey                          |
| 1923                                               | Liberio Ferrario                       | Othmar Eichenberger                    | Georges Antenen                        |
| 1924                                               | André Leducq                           | Otto Lehner                            | Armand Blanchonnet                     |
| 1925                                               | Henri Hoevenaers                       | Marc Bocher                            | Gerrit van den Bergh                   |
| 1926                                               | Octave Dayen                           | Jules Merviel                          | Pierre Polano                          |
| 1927                                               | Jean Aerts                             | Rudolf Wolke                           | Michele Orecchia                       |
| 1928                                               | Allegro Grandi                         | Michele Mara                           | Jean Aerts                             |
| 1929                                               | Pierino Bertolazzo                     | Remo Bertoni                           | René Brossy                            |
| 1930                                               | Giuseppe Martano                       | Eugenio Gestri                         | Rudolf Risch                           |
| 1931                                               | Henry Hansen                           | Giuseppe Olmo                          | Leo Nielsen                            |
| 1932                                               | Giuseppe Martano                       | Paul Egli                              | Paul Chocque                           |
| 1933                                               | Paul Egli                              | Kurt Stettler                          | Joseph Lowagie                         |
| 1934                                               | Kees Pellenaers                        | André Deforge                          | Paul André                             |
| 1935                                               | Ivo Mancini                            | Robert Charpentier                     | Werner Grundhal                        |
| 1936                                               | Edgar Buchwalder                       | Gottlieb Weber                         | Pierino Favalli                        |
| 1937                                               | Adolfo Leoni                           | Frode Sorensen                         | Fritz Scheller                         |
| 1938                                               | Hans Knecht                            | Josef Wagner                           | Joop Demmenie                          |
| No disputats per culpa de la Segona Guerra Mundial |                                        |                                        |                                        |
| 1946                                               | Henry Aubry                            | Ernest Stettler                        | Henri Van Kerkhove                     |
| 1947                                               | Alfio Ferrari                          | Silvio Pedroni                         | Gerard Van Beek                        |
| 1948                                               | Harry Snell                            | Lievin Lerno                           | Olle Wanlund                           |
| 1949                                               | Henk Faanhof                           | Henri Kass                             | Hubert Vinken                          |
| 1950                                               | Jack Hoobin                            | Robert Varnajo                         | Alfio Ferrari                          |
| 1951                                               | Gianni Ghidini                         | Rino Benedetti                         | Jan Plantaz                            |
| 1952                                               | Luciano Ciancola                       | André Noyelle                          | Roger Ludwig                           |
| 1953                                               | Ricardo Filippi                        | Gastone Nencini                        | Rik Van Looy                           |
| 1954                                               | Emiel Van Cauter                       | Hans Andresen                          | Martin Van den Borgh                   |
| 1955                                               | Sante Ranucci                          | Lino Grassi                            | Dino Bruni                             |
| 1956                                               | Frans Mahn                             | Norbert Verougstraete                  | Jan Buis                               |
| 1957                                               | Louis Proost                           | Arnaldo Pambianco                      | Schalk Verhoef                         |
| 1958                                               | Gustav-Adolf Schur                     | Valère Paulissen                       | Henri De Wolf                          |
| 1959                                               | Gustav-Adolf Schur                     | Bastiaan Maliepaard                    | Constant Goosens                       |
| 1960                                               | Bernhard Eckstein                      | Gustav-Adolf Schur                     | Willy Vanden Berghen                   |
| 1961                                               | Jean Jourden                           | Henri Belena                           | Jacques Gestraud                       |
| 1962                                               | Renato Bongioni                        | Ole Ritter                             | Arie den Hartog                        |
| 1963                                               | Flaviano Vicentini                     | Francis Bazire                         | Winfried Bölke                         |
| 1964                                               | Eddy Merckx                            | Willy Planckaert                       | Gösta Pettersson                       |
| 1965                                               | Jacques Botherel                       | José Manuel Lasa                       | Battista Monti                         |
| 1966                                               | Evert Dolman                           | Leslie West                            | Willy Skibby                           |
| 1967                                               | Graham Webb                            | Claude Guyot                           | René Pijnen                            |
| 1968                                               | Vittorio Marcelli                      | Luis-Carlos Florès                     | Erik Pettersson                        |
| 1969                                               | Leif Mortensen                         | Jean-Pierre Monséré                    | Gustave Van Roosbroeck                 |
| 1970                                               | Jorgen Schmidt                         | Ludo Van der Linden                    | Tony Gakens                            |
| 1971                                               | Régis Ovion                            | Freddy Maertens                        | José Luis Viejo                        |
| 1972                                               | No disputat per haver-hi Jocs Olímpics | No disputat per haver-hi Jocs Olímpics | No disputat per haver-hi Jocs Olímpics |
| 1973                                               | Ryszard Szurkowski                     | Stanisław Szozda                       | Bernard Bourreau                       |
| 1974                                               | Janusz Kowalski                        | Ryszard Szurkowski                     | Michel Kuhn                            |
| 1975                                               | André Gevers                           | Sven-Ake Nilsson                       | Roberto Ceruti                         |
| 1976                                               | No disputat per haver-hi Jocs Olímpics | No disputat per haver-hi Jocs Olímpics | No disputat per haver-hi Jocs Olímpics |
| 1977                                               | Claudio Corti                          | Sergueï Morozov                        | Salvatore Maccali                      |
| 1978                                               | Gilbert Glaus                          | Krzysztof Sujka                        | Stefan Mutter                          |
| 1979                                               | Gianni Giacomini                       | Jan Jankiewicz                         | Bernd Drogan                           |
| 1980                                               | No disputat per haver-hi Jocs Olímpics | No disputat per haver-hi Jocs Olímpics | No disputat per haver-hi Jocs Olímpics |
| 1981                                               | Andrei Vedernikov                      | Rudy Rogiers                           | Gilbert Glaus                          |
| 1982                                               | Bernd Drogan                           | Francis Vermaelen                      | Jorg Bruggmann                         |
| 1983                                               | Uwe Raab                               | Niki Rüttimann                         | Andrzej Serediuk                       |
| 1984                                               | No disputat per haver-hi Jocs Olímpics | No disputat per haver-hi Jocs Olímpics | No disputat per haver-hi Jocs Olímpics |
| 1985                                               | Lech Piasecki                          | Johnny Weltz                           | Frank Van de Vijver                    |
| 1986                                               | Uwe Ampler                             | John Talen                             | Arjan Jagt                             |
| 1987                                               | Richard Vivien                         | Hartmut Bölts                          | Alex Pedersen                          |
| 1988                                               | No disputat per haver-hi Jocs Olímpics | No disputat per haver-hi Jocs Olímpics | No disputat per haver-hi Jocs Olímpics |
| 1989                                               | Joachim Halupczok                      | Eric Pichon                            | Christophe Manin                       |
| 1990                                               | Mirko Gualdi                           | Roberto Caruso                         | Jean-Philippe Dojwa                    |
| 1991                                               | Viktor Rjaksinski                      | Davide Rebellin                        | Beat Zberg                             |
| 1992                                               | No disputat per haver-hi Jocs Olímpics | No disputat per haver-hi Jocs Olímpics | No disputat per haver-hi Jocs Olímpics |
| 1993                                               | Jan Ullrich                            | Kaspars Ozers                          | Lubor Tesar                            |
| 1994                                               | Alex Pedersen                          | Milan Dvorscik                         | Christophe Mengin                      |
| 1995                                               | Danny Nelissen                         | Daniele Sgnaolin                       | Víctor Becerra                         |

## Medaller
| Posició | País           | Or | Plata | Bronze | Total |
| 1       | Itàlia         | 18 | 12    | 8      | 38    |
| 2       | França         | 7  | 9     | 8      | 24    |
| 3       | Països Baixos  | 6  | 2     | 11     | 19    |
| 4       | RDA            | 6  | 1     | 1      | 8     |
| 5       | Bèlgica        | 5  | 10    | 11     | 26    |
| 6       | Suïssa         | 4  | 8     | 6      | 18    |
| 7       | Dinamarca      | 4  | 5     | 4      | 13    |
| 8       | Polònia        | 4  | 4     | 1      | 9     |
| 9       | Regne Unit     | 2  | 2     | 2      | 6     |
| 10      | Suècia         | 2  | 1     | 3      | 6     |
| 11      | Unió Soviètica | 2  | 1     | 0      | 3     |
| 12      | Alemanya       | 1  | 2     | 3      | 6     |
| 13      | Austràlia      | 1  | 0     | 0      | 1     |
| 14      | Espanya        | 0  | 1     | 1      | 2     |
| 14      | Luxemburg      | 0  | 1     | 1      | 2     |
| 16      | Letònia        | 0  | 1     | 0      | 1     |
| 16      | Brasil         | 0  | 1     | 0      | 1     |
| 16      | Eslovàquia     | 0  | 1     | 0      | 1     |
| 19      | Txecoslovàquia | 0  | 0     | 1      | 1     |
| 19      | Colòmbia       | 0  | 0     | 1      | 1     |
| Total   | Total          | 62 | 62    | 62     | 186   |